# BLAUBLITZ on the wave
『BLAUBLITZ on the wave』は、2011年7月1日からFM秋田で放送されているブラウブリッツ秋田の応援番組である。

## 概要
選手やスタッフをゲストに、サッカーの話題からプライベートトークまでチームの最新情報も交えて送るブラウブリッツ秋田の応援番組。

## 出演者
- シャバ駄馬男
- 小玉夕美子